# Crocidura arispa
Crocidura arispa là một loài động vật có vú trong họ Chuột chù, bộ Soricomorpha. Loài này được Spitzenberger mô tả năm 1971.